# Fissarena ethabuka
Fissarena ethabuka is een spinnensoort uit de familie Trochanteriidae. De soort komt voor in Queensland.